# Karaoquem
Karaoquem é um  talk show musical brasileiro produzido pela Formata Produções e Conteúdo e exibido pelo Multishow, com disponibilidade também no Globoplay via plano premium. A estreia aconteceu em 3 de junho de 2025.

## Formato
O programa acompanha oito cantores famosos que se disfarçam e participam de noites animadas em um karaokê tradicional de São Paulo. Ao lado do público comum, os artistas soltam a voz de forma anônima — pelo menos até serem reconhecidos ou decidirem se revelar por conta própria.
Com muito bom humor e performances surpreendentes, os episódios mostram as reações do público e dos apresentadores, Gaby Amarantos e Ed Gama, que interagem com os participantes e ajudam a manter o clima de mistério e diversão.

## Episódios
Entre os participantes confirmados para a primeira temporada estão:
| Episódio | Título     | Exibição Original  |
| -------- | ---------- | ------------------ |
| 1        | Salgadinho | 3 de junho de 2025 |